# Benjamin Feliksdal

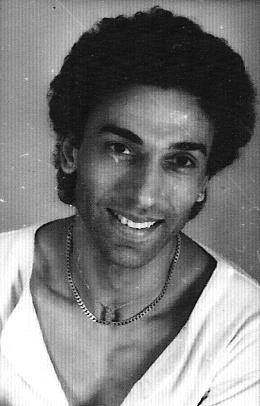
Benjamin Feliksdal

Benjamin Feliksdal (Den Helder, 22 januari 1940) is een Nederlandse balletdanser, ballet-, jazz- en tapdanspedagoog. Sinds 1974 is hij een pionier voor moderne jazzdans en tapdans in Nederland en in de voormalige Oostbloklanden.

## Opleiding
Benjamin Feliksdal volgde een dansopleiding aan de balletschool van Florrie Rodrigo in Amsterdam, bij Pieter van der Sloot in Rome, aan het Koninklijk Conservatorium in Den Haag en aan de Rambert School of Ballet in Londen. Hierna werd hij in 1960 als danser gecontracteerd bij het Nederlands Ballet in Den Haag van Sonia Gaskell.

## Danser
Onder de artistieke leiding van Gaskell en later van Rudi van Dantzig, danste hij vanaf 1961 tot juli 1971 als solist bij Het Nationale Ballet een uitgebreid repertoire van onder andere Balanchine, Béjart, Massine, Lichine, Belski, Kurt Jooss, Pearl Lang en moderne choreografieën van Rudi van Dantzig. Feliksdal werd in september 1972 als eerste solist en jazzdansleraar gecontracteerd door het Koninklijk Ballet van Vlaanderen en hij verliet aan het einde van dat seizoen Het Ballet van Vlaanderen. Van het Ministerie van Cultuur had hij een reis en studiebeurs toegewezen gekregen en vertrok hij naar de Verenigde Staten waar hij zich oriënteerde op de daar ver ontwikkelde jazzdans en tapdans. Na terugkomst in Nederland groeide de balletpedagoog uit tot danspionier op het gebied van de moderne jazzdans en tapdans. Zeer populair waren zijn gastlessen op dit gebied in de voormalige Oostblok landen zoals de DDR, Sovjet-Unie, Bulgarije en in verscheidene West-Europese landen.

## Docent
Eind 1974 keerde Feliksdal terug naar Nederland en begon zijn dansschool Benjamin's Modern Jazz Dance Center. Dit was het begin van vele initiatieven zoals in 1976 de oprichting van de Stichting Nederlands Modern Jazzdans Centrum - vanaf 1980 European School of Jazz-Dance geheten. Op deze opleiding in ballet, jazzdans en tapdans werd tevens onderwezen in moderne dans, caractère, etnische dans en muziek, zang en theatervakken. Feliksdal wilde zijn leerlingen opleiden tot allround dansers.

## Artistiek leider
Studenten van de school richtten De Theater Dance Workshop op onder artistieke leiding van Feliksdal. De groep bracht in eerste instantie een educatief dansprogramma om jongeren kennis te laten nemen van de mogelijkheden van tap- en jazzdans. Het programma was voor scholen en jongerencentra. Naast een korte voorstelling bevatte het project een demonstratie en een kennismakingsles.
Uiteindelijk kwam er het avondvullende theaterprogramma 'New Yorick' (1984) dat in première ging in de Kleine Komedie te Amsterdam. Met veel optredens door het land was de groep een stimulerende factor voor de tapdans in Nederland.
Enkele oud-studenten van Feliksdal zijn:
- Deborah en Daphne Marquet,  The Marquet Twins, Alcazar de Paris, Las Vegas en TV-Shows
- Ricardo Sibelo,               ex-danser, London West-End, dansdocent
- Frank Willems van Dijk, danser, Het Nationale Ballet
- Monique Mannen,          actrice USA
- Ed Mansveld,                 tapdansdocent, productieleider Stardust
- Willie de Vries,               tapdansdocent
- Frans Schraven,            ex-danser, productie leider en producent Opus One
- Maarten Voogel,            Opus One
- Rob Brown,                    ex-danser Friedrich Stadtpalast BRD,  Art Nouveau 21 Event Agentur Dance & Entertainment
- Hendrien Adams,           actrice bij Alex d'Electrique, Mug Met De Gouden Tand; dramaturg
- Maya Strutjens,              tapdansdocent Theaterschool
- Tialda Goodijk,               ex-danseres, jazz- en tapdansdocent
- Pattie Obey,                   former student and dancer, Master Teacher Jazz Dance USA
- Bennie Voorhaar,           ex-danser, Dans Theater-kostuum ontwerper
- Veronique van der Scheer, ex-danseres, Shows, en Televisie Producties
- Chedwa Polak,               ex-danseres,  Shows en Televisie Producties
- Desi Koome,                  ex-danseres, Tap Dance Teacher USA
- Ellen Peters                   ex-danseres, drama docent, actrice bij de groep AYA

## Musical 1980-1986
Een ander initiatief was het project Musical '86 dat Feliksdal opdroeg aan zijn oude lerares Florrie Rodrigo. Deze opleiding tot theaterdanser en musicalartiest was voor twintig jongeren en bestond van 1980 tot 1987. Musical '86 richtte zich op de voorbereiding, het ontwerp en de uiteindelijke productie van een Nederlandse dansmusical naar het beeld van de musicals in de Verenigde Staten en het Verenigd Koninkrijk. De dynamiek van muziek, zang en dans stond centraal. De opleiding bevatte verschillende theater- en dansdisciplines zoals spel, muziek en zang, jazzdance, tapdans, en ballet.
Enkele oud-studenten van Musical '86 zijn:
- Jerrel Houtsnee,   musicalartiest in Joop van den Ende-producties met rollen in Fourty Second Street, Lion King en The Wiz
- Ramon Visser,      in Cats (Nederland, Duitsland) en Starlight Express (Duitsland)
- Joyce Stevens,     musicalactrice en -zangeres in Fame, West Side Story en Saturday Night Fever
- Ivan Cameron,     zang/dans in West Side Story, A Chorus Line, The Sound of Motown, The Ritz Bros., n-DURE en Hot Black Stuff, Bubbling Brown Sugar (2007) en Five Guys Named Moe (2009). Tevens zakelijk leider van        Emery Entertainment (productie van zang- en dansacts).
- Marjane Austin,     in West Side Story, Bubbling Brown Sugar, Faya en Josephine
- Sittah Koene,        in Barnum, assistent van illusionist Hans Klok, illusionist en wereldkampioen Stage Illusions
- Horace Cohen,     in films, tv- en theater-producties Flodder en BNN-presentator

## Publicaties
Sinds 1984 werden van Feliksdals eerste boeken gepubliceerd:
- Modern Jazzballet, Zuidboek (1985)
- jazzdans als conditietraining, Bruna (1985)

Vanaf 2003 publiceerde Feliksdal uiteenlopende titels in eigen beheer, alle bij Bekebooks:
- Moderne tapdans, ISBN 9080769916
- Modern Tap Dance, ISBN 9080769924
- Moderne jazzdans,Syllabus I&II ISBN 9080769932
- Jazz, Rhythm, Body and Soul, ISBN 9080769940
- Hedendaags Ballet, ISBN 9789080769953
- Urban dance-Jazzdans, ISBN 9789080769960

## Jury Member
- 1994: Concour International De Danse De Paris, Frankrijk
- 1996: International Ballet Competition Varna, Bulgarije
- 1997: Choreography Competition Vitebsk, Republic of Belarus
- 1999: Choreography Competition Vitebsk, Republic of Belarus
- 2009: Concorso Internazionale Di Danza Modica, Italië
- 2010: International Ballet Competition Varna, Bulgarije
- 2014: TanzOlymp Internationales Tanz Festival, Berlin
- 2015: TanzOlymp Internationales Tanz Festival, Berlin